# シャコルナク (小惑星)
シャコルナク (1622 Chacornac) は、小惑星帯にある小惑星である。
フランスの天文学者アルフレッド・シュミットがベルギー王立天文台で発見した。
1850年代に6個の小惑星を発見したフランスの天文学者、ジャン・シャコルナク（Jean Chacornac, 1823年 - 1873年）に因んで命名された。